# John Merivale
John Herman Merivale est un acteur canadien, né le 1er décembre 1917 à Toronto (Canada), et décédé d'une insuffisance rénale aiguë le 6 février 1990 à Londres (Royaume-Uni).

## Biographie
Fils de l'acteur Philip Merivale et beau-fils de l'actrice Gladys Cooper, il fut marié de 1941 à 1948 à l'actrice Jan Sterling, avant de se remarier le 29 mai 1986 à l'actrice Dinah Sheridan, avec laquelle il vécut jusqu'à sa mort.

## Filmographie
- 1933 : L'Homme invisible (The Invisible Man) : Newsboy (non crédité)
- 1950 : Actor's Studio (série télévisée)
- 1950 : Somerset Maugham TV Theatre (série télévisée)
- 1952 : Celanese Theatre (série télévisée)
- 1956 : La Bataille du Rio de la Plata (The Battle of the River Plate) : Cowburn, Pilot, HMNZS Achilles
- 1957 : The Vise (série télévisée) : Tim Mills
- 1957 : Hour of Mystery (série télévisée) : David Bracken
- 1958 : Atlantique, latitude 41° (A Night to Remember) : Robbie Lucas
- 1959 : Caltiki, le monstre immortel (Caltiki - il mostro immortale) : Dr. John Fielding
- 1959 : ITV Television Playhouse (série télévisée)
- 1960 : Le Cirque des horreurs (Circus of Horrors) : Edward Finsbury
- 1961 : House of Mystery (en) : Clive
- 1963 : Le Dernier de la liste (The List of Adrian Messenger) : Adrian Messenger
- 1963 : 80,000 Suspects : Mr. Bradley
- 1965 : Un caïd (King Rat) de Bryan Forbes  : Col. Foster: The Senior Officers
- 1966 : Arabesque : Major Sylvester Pennington Sloane